# Extase (bier)
Extase is een Belgisch bier van hoge gisting.
Het bier wordt gebrouwen in Brouwerij De Dochter van de Korenaar te Baarle-Hertog. 
Het is een blond bier, type “Double IPA” met een alcoholpercentage van 8,5%. Het is een hoppig volmondig bier, gebrouwen met 14 soorten hop, op verschillende tijdstippen toegevoegd (mash hopped, first wort hopping, late wort hopping, dry hopped).

## Prijzen
Het bier behaalde in 2013 de consumententrofee op het Zythos bierfestival.